# 中知床岬灯台
中知床岬灯台（なかしれとこみさきとうだい）は、かつて日本統治時代に樺太庁大泊郡知床村（豊原支庁管内）にあった日本の灯台。第二次世界大戦後のソビエト連邦及びロシア連邦による樺太南部の実効支配化に伴い、アニワ灯台（ロシア語: Мая́к Ани́ва）となり、2006年まで運用されていた。

## 概要

### 中知床岬灯台
中知床半島先端で、宗谷海峡に突き出した中知床岬南端の岩礁である五丈岩上に設置され、西側は亜庭湾、東側はオホーツク海に面しており、昭和10年代の北洋漁業の発展に伴うこの方面の航路の安全確保のために建設された。
建設は1937年6月に着手され、1939年10月に竣工している。工事は逓信省の直轄で実施されて工費は60万円、敷地に資材を置くことができなかったため、北方に約8 km離れた中知床岬西岸の狭い空地に工事ヤードを設置し、船により人員や資材を運搬して工事が進められたが、濃霧や強風・波浪の影響もあって工事は困難なものとなっていた。
構造は、設置される岩礁の形状と波力に対する抵抗を考慮して楕円形平面とした3層の基部の端部に9層で円筒形の灯塔を設置したものとなっており、光源は石油蒸発白熱灯、灯台レンズ回転機は重錘式（重錘の重量は270 kg）で3時間ごとに巻き上げる必要があった。灯台の構造および内部配置は以下の通り。
| 中知床岬灯台構造   | 中知床岬灯台構造 | 中知床岬灯台構造 | 中知床岬灯台構造                                       |
| 構造               | 建物             | 階層             | 用途                                                   |
| ------------------ | ---------------- | ---------------- | ------------------------------------------------------ |
| 鉄筋コンクリート造 | 灯塔（円形）     | 9階              | 灯籠                                                   |
| 鉄筋コンクリート造 | 灯塔（円形）     | 8階              | 回転機械室                                             |
| 鉄筋コンクリート造 | 灯塔（円形）     | 7階              | 貯油室                                                 |
| 鉄筋コンクリート造 | 灯塔（円形）     | 6階              | 霧信号室                                               |
| 鉄筋コンクリート造 | 灯塔（円形）     | 5階              | 吏員寝室（4名分）                                      |
| 鉄筋コンクリート造 | 灯塔（円形）     | 4階              | 吏員寝室（4名分）                                      |
| 鉄筋コンクリート造 | 灯塔（円形）     | 3階              | 庸人寝室（4名分）                                      |
| 鉄筋コンクリート造 | 基部（楕円形）   | 2階              | 通信室、居間、キッチン、浴室、トイレ、食糧庫、倉庫ほか |
| 鉄筋コンクリート造 | 基部（楕円形）   | 1階              | 発電機室、蓄電池室ほか                                 |
| 鉄筋コンクリート造 | 基部（楕円形）   | 地下1階          | 貯油庫、冷却水槽、飲料水槽、野菜庫ほか                 |
|                    |                  |                  |                                                        |

竣工後11月1日より運用を開始しており、冬季（当初は1月1日から3月31日の間、1940年11月以降は12月中旬から4月中旬の間）は休止されていたほか、併設されていた霧信号所と無線標識局の仕様は以下のとおりであった。
- 霧信号所：20秒を隔て4秒吹鳴[1][注釈 3]
- 無線標識局：使用周波数306.8 kHz、測定距離70 km、無線標識信号は「"AW"の反復12秒の後、長符18秒」を3回繰返の後、沈黙4分、海馬島無線標識局・西能登呂岬無線標識局と一群となっている[13]

灯台本体とともに吏員退息所が建設されているが、灯台付近には適切な建設地が確保できなかったため、北方に約27 km離れた、亜庭湾に面した知床村札塔に設けられており（北緯46度15分09秒 東経143度24分32秒 / 北緯46.252629358678035度 東経143.4090113916296度）、灯台との間は短波無線通信で連絡を取る方式としている。退息所は吏員退息所5棟、庸人舎1棟、無線電信棟1棟、倉庫1棟の計8棟から構成されており、1939年11月29日に完成し、うち4棟は2004年時点でも使用されていた。
本灯台の設計と工事監督は1918年から逓信省航路標識管理所技手を務め、大阪港北突堤灯台などを設計していた三浦忍が担当したとされており、東京工業大学名誉教授（日本近代建築史）の藤岡洋保は本灯台の設計に関し、曲面を多用したこのデザインは表現主義の影響を感じさせる、三浦設計の灯台のうち、同時期のほかの灯台と比較して、デザインのユニークさや細部に至るまでの配慮が見られる点で、大阪港北突堤灯台、中知床岬灯台、「南方測候所」がもっとも注目されるとしている。
なお、1939年に、かねてより灯台守のことを気にかけることのあった貞明皇后（当時は皇太后）に完成間もない本灯台の模型が献上された際に、皇太后より灯台事業および灯台守の状況の説明が求められ、1940年2月26日に灯台局長が拝謁して説明を行なっている。

### アニワ灯台
第二次世界大戦後はソ連軍部の、その後ロシア国防省の所管となっている。戦後1960年代初めまでは海軍兵士12名を含む18名が常駐していたが、その後1962年頃からは3家族の灯台守が常駐していた。また、1968年以降に楕円形平面の基部部分の上部にコンクリートブロック造の3階部分が増築されている。
1988年には自動化されて無人となり、1990年代頃からは電源として原子力電池の一種であるRTGが使用されていたが、2006年には運用を停止し、RTGは撤去されている。
その後、本灯台は荒廃が進む一方で観光地として人気を博すようになり、2020年におけるアニワ灯台ツアー参加者はコロナ禍前を上回って年間数千人が訪れる状況となっている。この状況を受け、地元ではアニワ灯台の修復など観光地としての整備を求める声が上がっており、地元サハリン州と、灯台を管理するロシア国防省の間でその実現に向けた協議が行われている。
オープンサバイバルコンピューターゲームRUST内のモニュメント「灯台」のモデルになっている。

## 歴史
日本（中知床岬灯台）時代
- 1937年7月：着工
- 1939年
  - 10月：竣工
  - 11月1日：初点灯
- 1940年11月16日：灯台および霧信号所の冬季休止期間を1月1日 - 3月31日の間から、12月中旬 - 翌年4月中旬の間に変更[21]

ソ連/ロシア（アニワ灯台）時代
- 1962年頃：常駐を海軍兵から民間人に変更[7]
- 1968年以降：基部に一層を増築し三層構造とする[7]
- 1988年：無人化[7]
- 2006年：運用停止[8]
- 2020年：第二次世界大戦終結75周年を記念してウラジオストクの有志により灯台が点灯される[8]

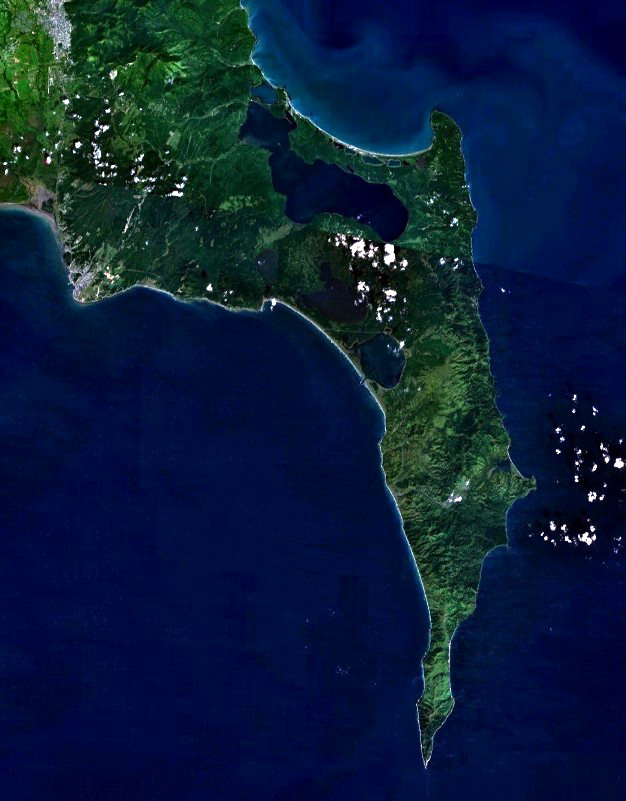
中知床岬の衛星画像、南端（下端）部の五丈岩に中知床岬灯台が設置されている
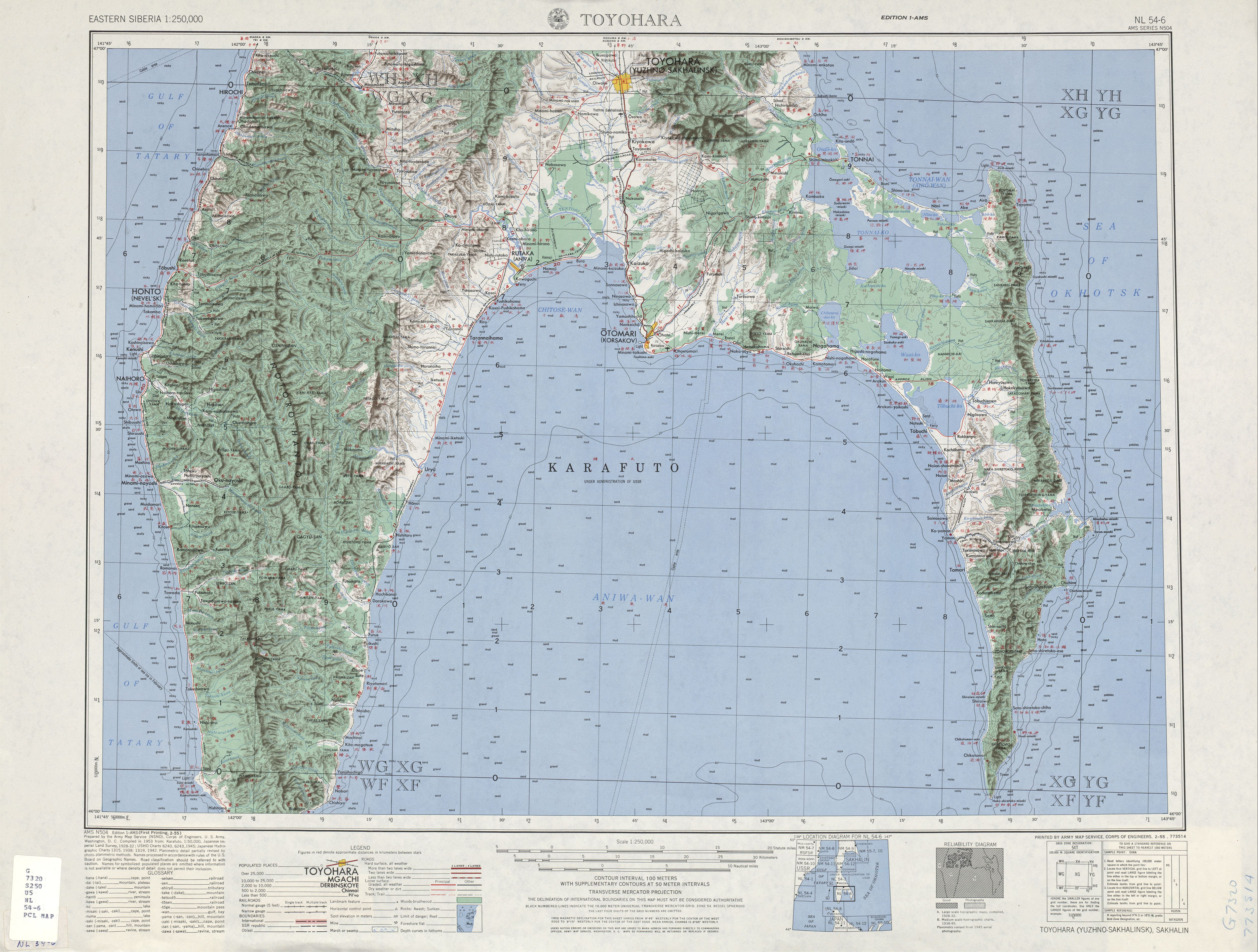
1947年の南サハリンの地図、右側の中知床岬南端に中知床岬灯台が、その北方約27 kmの札塔に吏員退息所が設置されている
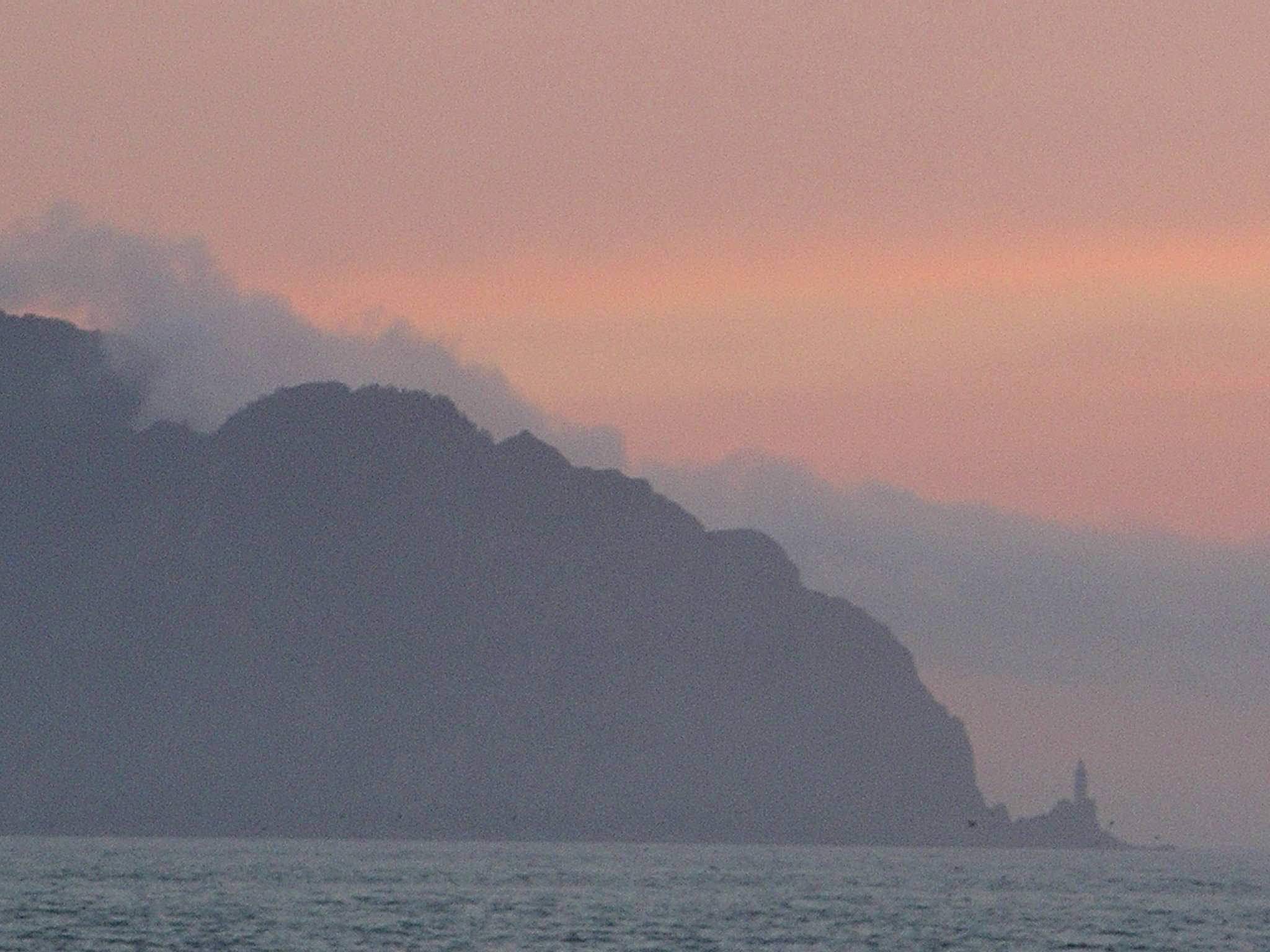
中知床岬の端部、先端（写真右側）部にアニワ灯台（旧中知床岬灯台）が見られる、2007年
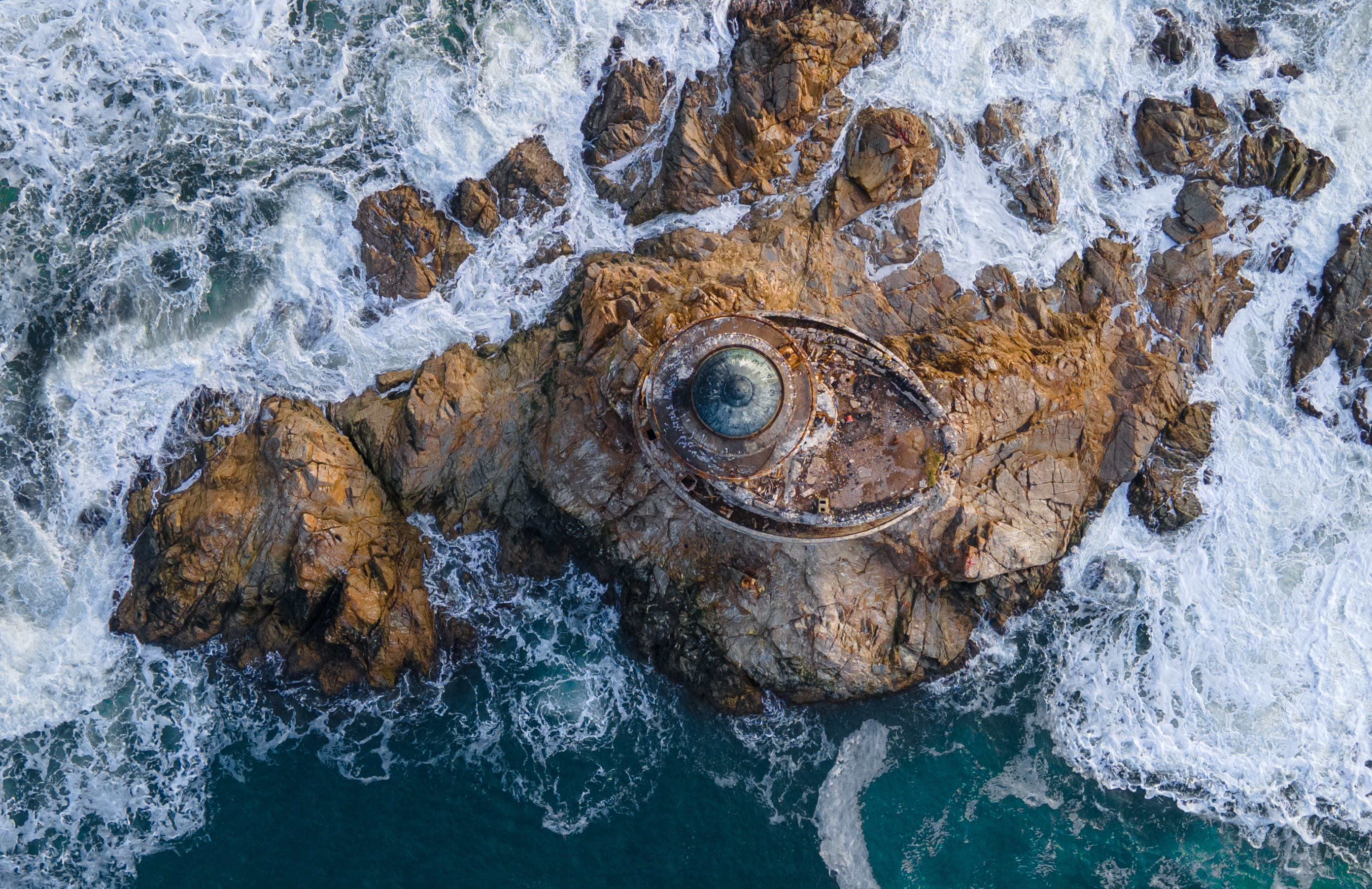
上部から見たアニワ灯台（旧中知床岬灯台）、灯塔は円形、基部は楕円形となっている、2022年
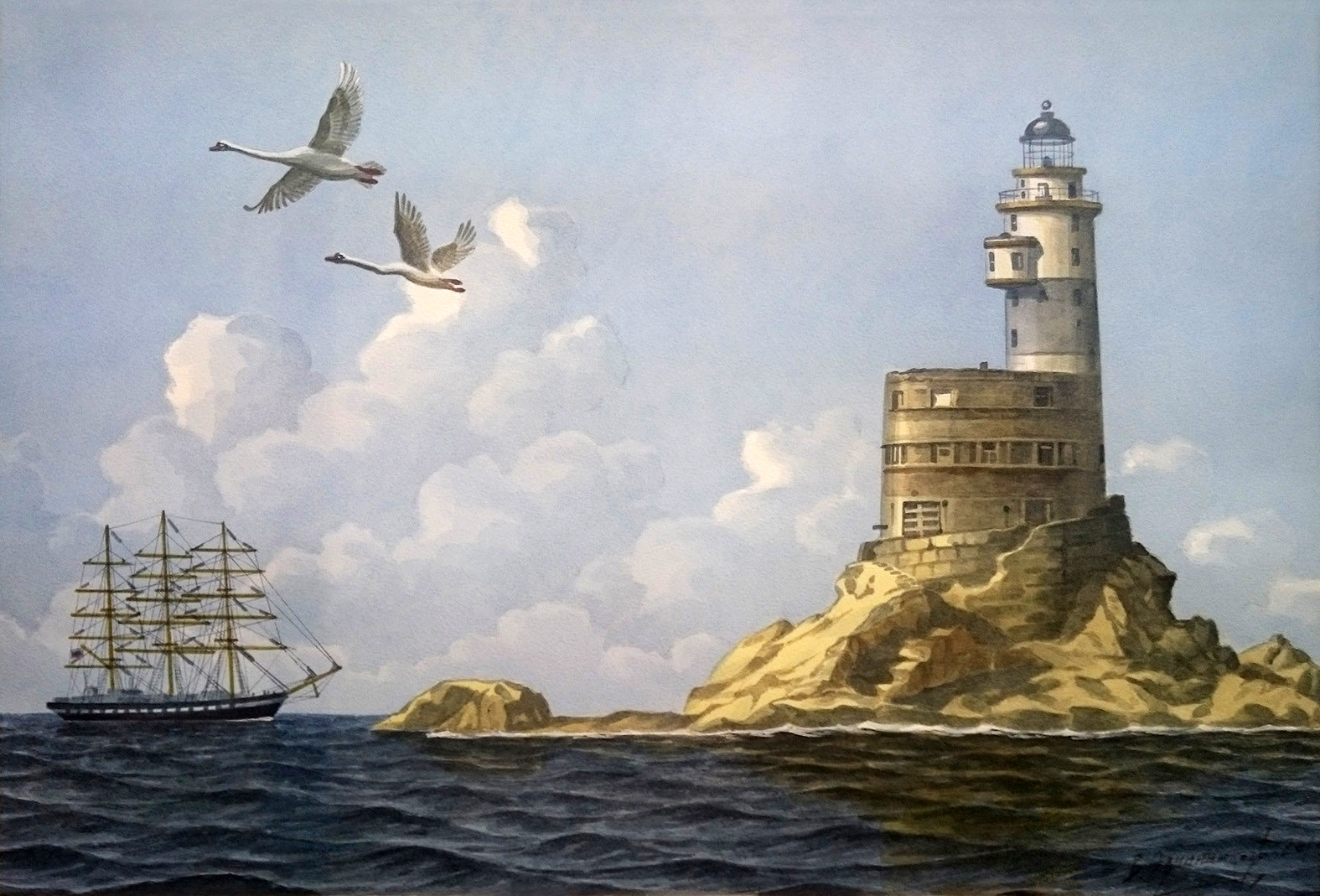
ソ連時代のアニワ灯台（旧中知床岬灯台）を描いた絵画、楕円形の基部が1層増築されている
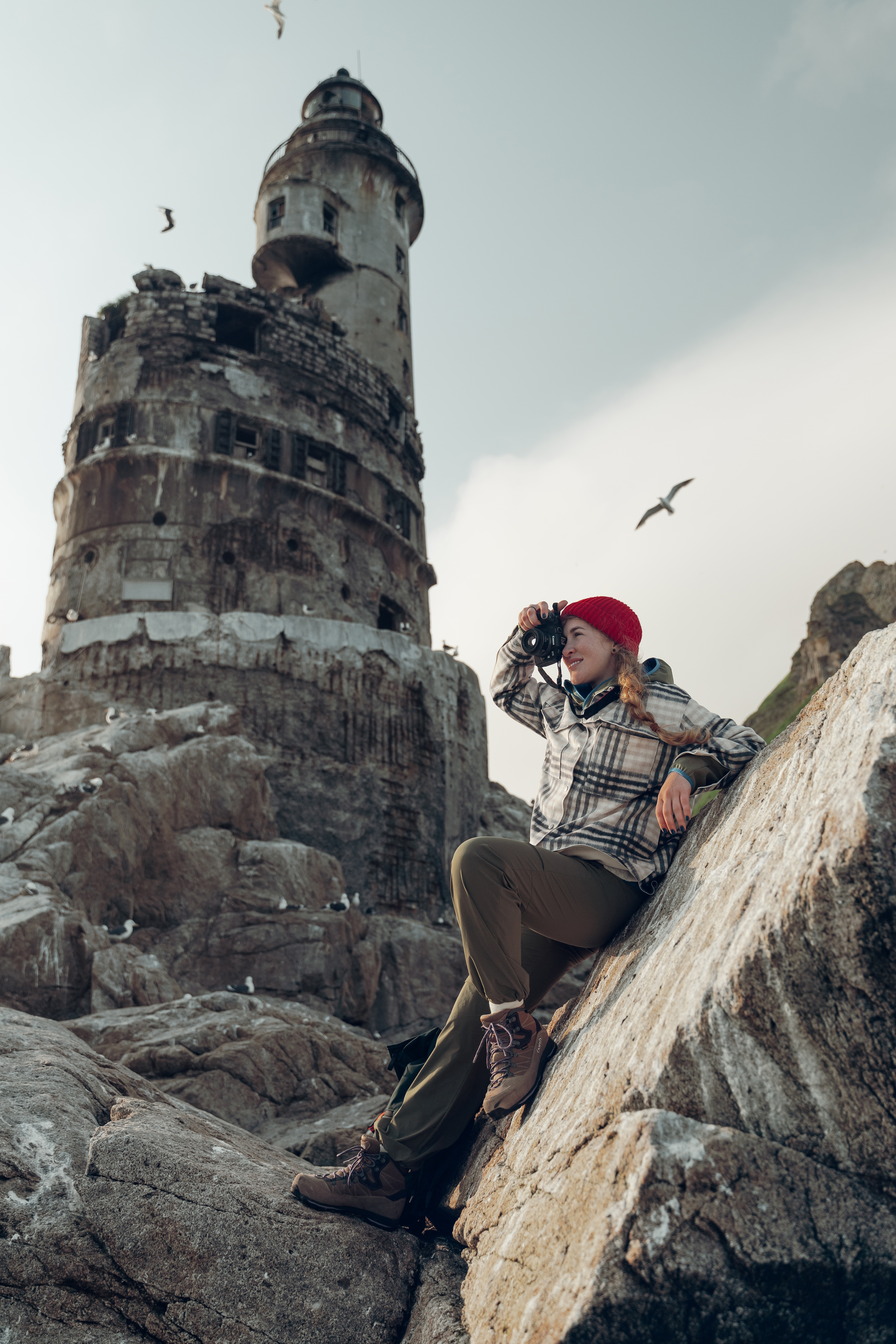
観光地となったアニワ灯台、2023年